# Штерна
Штерна (болг. Щерна) — село в Болгарии. Находится в Кырджалийской области, входит в общину Джебел. Население составляет 64 человека.

## Политическая ситуация
В местном кметстве Штерна, в состав которого входит Штерна, должность кмета (старосты) исполняет Рейхан Мустафа Ферад (Движение за права и свободы (ДПС)) по результатам выборов правления кметства.
Кмет (мэр) общины Джебел — Бахри Реджеб Юмер (Движение за права и свободы (ДПС)) по результатам выборов в правление общины.